# Daniel Gjeçaj
Daniel Gjeçaj (ur. 14 października 1913 w Thethu, zm. 30 sierpnia 2002 w Rzymie) – albański pisarz, nauczyciel, duchowny i franciszkanin znany z przetłumaczenia psalmów i całego Pisma Świętego na język albański.
Pod pseudonimem Gjin Duka wydał część poezji Gjergja Fishty; jako Pal Duka-Gjini opublikował również monografię pod tytułem Gjergj Fishta: Jeta dhe vepra.

## Życiorys
W 1924 roku przybył do Szkodry, gdzie wstąpił do kolegium franciszkańskiego, następnie kontynuował naukę w liceum Illyricum. W 1936 roku został wysłany do Sieny, gdzie przez trzy lata studiował na tamtejszym uniwersytecie. 25 kwietnia 1939 roku przyjął święcenia kapłańskie. W roku akademickim 1939/1940 został wysłany do niemieckiej Fuldy, gdzie proponowano mu kontynuowanie studiów, jednak postanowił wrócić do Albanii .
W 1948 roku przedostał się do Jugosławii; mieszkał w Hercegu Novim, Surdulicy i w Preševie, gdzie pracował jako nauczyciel. W 1955 roku dzięki pomocy Ernesta Koliqiego przeniósł się do w Włoch; osiadł w Toskanii, następnie pełnił posługę kapłańską w rzymskiej parafii św. Grzegorza VII. Został mianowany przez Stolicę Apostolską przedstawicielem albańskich katolików na wygnaniu .

## Twórczość
- Dikur në Dukagjin[1]
- Prel Tuli i Salcë (1988)[1]
- Mehmet Shpendi i Mark Sadiku i Shala (1996)[1]
- Te del Kiri (2000)[1]

## Tłumaczenia
- Mesarin e te kremteve (1966)[2]
- Rendori i mesha (1973)[2]

## Przedruki
- Andrra e Prêtashit (1959)[2]
- Valë mbi valë (1994)[2]